# Geer van Velde
Gerardus van Velde (Geer) (Lisse, 5 april 1898 - Cachan, Val-de-Marne, 5 maart 1977) was een Nederlands kunstschilder en aqarellist.

## Jeugd en start
Gerard van Velde werd in 1898 in Lisse als tweede zoon geboren, in een arm gezin met vijf kinderen. Een jongere zus was de latere schrijfster Jacoba van Velde (1902-1985). Zijn oudere broer Bram werd later ook kunstschilder, evenals Geer, zoals hij zichzelf later zou gaan noemen. Hun vader wisselde als losse arbeider vaak van beroep, waardoor het gezin herhaaldelijk verhuisde binnen de regio Den Haag / Leiden; in feite leidde zijn vader een zwervend bestaan en was herhaaldelijk van huis. In 1911 verliet de vader definitief het gezin en trok naar Antwerpen.
In zijn jongensjaren zwierf Gerard veel rond met zijn broer Bram langs de randen van Den Haag, om daar de weides te tekenen; ook schetsten ze er molens en boerderijen.
Na het afronden van de lagere school moest ook hij geld gaan inbrengen voor het gezin en kwam als leerjongen in dienst van het schilders- en decoratie-atelier Van Schaijk en Co., waar zijn oudere broer Bram al ruim twee jaar werkzaam was. Hun werkgever was Eduard Kramer die het bedrijf voortzette en daarnaast ook sterk geïnteresseerd was in kunst; zo stimuleerde hij meerdere van zijn knechten om hun tekentalent te ontwikkelen. Bovendien werden er ook schilderijen van oude meesters in het bedrijf gerestaureerd en liet hij de twee jongens in rustige winterdagen o.a. kopieën daarvan maken. Zo leerden ze om kleuren samen te stellen en met kwast en penseel om te gaan, maar ze aquarelleerde ook landschappen of bloemstillevens op lampenkappen en op de dameshoedendozen. Zo schilderde Gerard voor het huis van zijn baas een voorstelling van een hinde met twee kleine hondjes tussen de bomen. Vergelijkbare decoraties maakte hij voor het Catshuis in Den Haag en enkele andere deftige woonhuizen aldaar.
De werken van oude meesters inspireerden hem; met name de sfeer en het licht in de stillevens van Heda en Pieter Claesz. fascineerden hem, die hij toen zag en naschilderde in het Haagse Mauritshuis. Kort daarop werd het Impressionisme van de Haagse School in zijn werk soms herkenbaar, maar nog duidelijker sprak het symbolisme van een Jan Toorop hem erg aan, dat als inzet had om een zichtbare verhouding te scheppen tussen het tijdelijke en het eeuwige. Een titel van zijn tekening uit deze jaren Meisje met de dood aan het venster illustreert goed dit verlangen van Gerard, wat ook in zijn latere werk duidelijk van invloed zou blijven, met name in de behandeling van het licht. Begin 1925 - na een half jaar schilderend rondtrekken door België - belandde hij in Parijs waar hij tijdelijk bij zijn oudere broer Bram introk, die inmiddels daar samenwoonde met een Duitse schilderes uit de Worpswede-kolonie, Lilly Klöker.

## Leven en werk

### Parijse jaren
Kort na zijn aankomst in Parijs bezocht Geer (zoals hij zich ging noemen) met zijn broer Bram de Exposition internationale des arts décoratifs, waar o.a. enigszins abstracte schilderijen van Le Corbusier, Fernand Leger en Robert Delaunay en zijn vrouw Sonia te zien waren die indruk op hen beiden maakten. Oktober 1926 vond hij in een buitenwijk van Parijs een eigen kamer en werd, evenals zijn broer Bram, door hun voormalige baas Kramer-senior financieel ondersteund, wat hem in staat stelde om met de duurdere olieverf op doek te gaan schilderen, in plaats van met aquarel op papier. Carel Willink bezocht de twee broers Van Velde en was enthousiast over hun werk; hij bemiddelde voor beiden om te mogen exposeren op de halfjaarlijkse ledententoonstelling van De Onafhankelijken te Amsterdam, wat al snel door Willink positieve inbreng werd toegestaan.
Later in 1926 bezochten de twee broers vanuit Parijs Chartres; ze reisden te voet. Vooral op Geer maakte de architectuur en de werking van het licht in de vroeg-gotische kathedraal veel indruk; beiden schetsten er diverse studies van de kathedraal op papier en schilderden die later uit op doek. Ook in latere jaren zou de kathedraal voor Geer een sterke inspiratie zijn.
In een brief van 9 februari 1927 beschreef Geer aan mecenas Kramer-senior wat hij hoopte te bereiken als schilder:
.Het leven in zijn oorsprong aanvoelen..  ..in de hoogste eenvoud door te dringen tot het gevoel..  ..[beschrijft zijn schildersbroer als iemand die:] ..de natuurlijke oorsprong uit de dingen haalt, zonder dat de materie zich opdringt.
Hoewel Bram meer accent legde op de directe spontaniteit en Geer wat meer op het natuurlijke en het wezenlijke in de dingen zijn in deze fase de werken van de twee broers lastig uit elkaar te houden; beide schilders lieten de werkelijkheid nog niet los. In een brief aan mecenas Kramer, april 1930, beschreef Geer de onderlinge relatie tussen hem en Bram: 
..we hebben hier [Parijs] vijf jaar samengewerkt en elkaar bijgestaan naar krachten; merkwaardig is het dan om te zien hoe of ieder op zijn eigen innerlijke basis zich heeft ontwikkeld. Alhoewel wij zeer verschillend zijn, staan wij met al wat er is aan innerlijke kracht naast elkaar en dat geeft vreugde.
De omstandigheden waren voor Geer nijpend in 1930-31. Vanwege een flinke huurschuld werd hij in mei 1931 uit zijn kamer gezet bij de Place d'Italie en had dan slechts een onverwarmd atelier om te verblijven. Hij leefde veel op straat tussen de clochards en vaak te vinden in café Le Dôme, dat een trefpunt in Parijs was voor met name de Duits-sprekende kunstenaars; deze locatie gaf hij dan ook aan zijn mecenas Kramers op als postadres. Later zou hij een half jaar bij zijn oudste zus Cor verblijven in Den Haag. Omdat zijn broer naar Mallorca vertrok kon hij diens kamer in Parijs overnemen; Bram had de huur voor een half jaar vooruitbetaald. Daarna behielp hij zich met een vochtige oude schuur als verblijf.
In 1931 leerde hij zijn toekomstige vrouw op Montparnasse kennen, de modeontwerpster Elisabeth Jokl (Lisl); ze zouden in 1936 trouwen..Vanaf diezelfde tijd leerde hij in Parijs verschillende andere kunstenaars kennen zoals de kubisten Metzinger en Gleizes, maar ook de Spaanse schilder Ismael de la Serna en de Ierse schrijver Samuel Beckett, met wie hij bevriend raakte. De la Serna schilderde architectonische composities, waarin het object naar een irreële wereld werd geleid. Duidelijk geïnspireerd door deze transformatie - door voorwerpen naar een hogere realiteit te brengen - begon dit streven vanaf 1936 duidelijker vorm te krijgen in Geer's  eigen werk. Van 1933 tot 1936 verbleef hij in l'Hotel des Terrasses waar hij en zijn vrouw de kunstenaar Hans Reichel leerden kennen, die het werk van Kandinsky maar met name van Paul Klee erg waardeerde. Hij verwoordde hun invloed zo: 'Niet de objecten schilderen, maar dat wat ze in ons oproepen..  ..doordringen tot het geheim in het hart van de verschijnselen.' Deze woorden zijn in het werk van Geer terug te vinden, in de losse beweging waarmee zijn lijnen nu de kleur gingen omgeven, en zo de verbeelding veel meer mogelijkheden krijgt, onder andere in zijn compositie van 1938-39 (collectie Haags Gemeentemuseum).
Bovendien ontmoette hij in deze jaren ook verschillende kunsthandelaren en -verzamelaars, zoals in 1937 de Nederlandse moderne-kunst-verzamelaar P.A. Regnault, die sterk onder de indruk van zijn werk raakte en daarop besloot om twee schilderijen aan te kopen; daarnaast publiceerde Regnault een artikel over Van Velde in zijn tijdschrift Verf en Kunst. In 1938 kreeg Geer dankzij zijn vriend Samuel Beckett een aanbod om te exposeren in de galerie van Peggy Guggenheim in Londen; het werd zijn eerste solo-tentoonstelling, waar 45 van zijn werken te zien waren. Ondanks de inspanning van Beckett die de tentoonstelling met zijn teksten begeleidde lukt het niet om de kunstwereld duidelijk te maken dat Geer een eigen positie had binnen de kunst van die jaren; de meeste recensenten bleven zijn werk zien als een voortzetting binnen het kubisme en als een imitatie van Picasso. Ook qua verkoop leverde de expositie weinig op; slechts enkele van zijn werken werden door Peggy Guggenheim zelf aangekocht, op afbetaling. Toch keken Geer en Beckett met tevredenheid op de tentoonstelling terug.

### Zuid-Frankrijk
Vanaf 1938 onderging zijn werk een radicale verandering. Dat jaar vestigt hij zich in het Zuid-Franse Cagnes-sur-Mer, waar hij een geheel eigen abstract-geometrische beeldtaal begon te ontwikkelen, sterk gefocust op de uitdrukking van het licht. De werken die hij hier heeft gemaakt vertonen een teruggehouden kleurgebruik, neergezet in matte tinten. De vormen die hij waarnam inclusief het licht en de ruimte eromheen, zette hij om in een uitgewogen spel van lijnen en - overwegend - geometrische vlakken, neergezet in tere, subtiele kleurstellingen. Toen hij net in Cagnes arriveerde schreef hij al in een brief aan zijn koper Regnault: ..vanuit mijn atelierraam dwars voor orange citroenen en olijfbomen zie ik een stuk blauw van de zee en hier moeten enige goede doeken kunnen ontstaan. Later zou zijn zus Elisabeth verklaren dat hij voor het 'blauw' naar het Zuiden was vertrokken. Nu ontstonden de werken met hun opvallend ordelijke en evenwichtige kleurvlakken, waarin het licht zo'n belangrijke rol kreeg toebedeeld. Met de jaren zou de figuratie uit zijn werk gaan verdwijnen en richtte hij zich steeds meer op het bereiken van evenwicht binnen de compositie. Zijn schilderijen kwamen doorgaans na een lange voorbereidingstijd tot stand, en ook dan kwam hij er pas mee naar buiten als hij vond dat de ordening uitgebalanceerd genoeg was.
Omstreeks 1939-40 schilderde Geer een abstracte compositie op doek, die hij zelf zijn 'eerste volledig autonome werk' zou noemen, dus vrij van invloeden van de wereld om zich heen. Het schilderijtje van 33 x 45 cm was in een breed formaat opgebouwd, verdeeld in vier lange stroken, in gedempte kleuren groen en blauw. Later zou hij stellen dat met dit werk hij volledig los is gekomen van wat hij zelf beschouwde als de tragische en vulgaire kant van zijn eigen jeugdwerk. Na 1942 werden de omstandigheden voor Geer en zijn vrouw erg benard, omdat de Duitse troepen ook het Zuiden van Frankrijk hadden bezet; zijn vrouw Lisl was joods en ook hijzelf moest erg voorzichtig handelen om niet op te vallen. Toch waren de jaren vanaf 1938 van doorslaggevend belang in zijn stijl-ontwikkeling en in zijn werkwijze. Hij oefende zich in diverse technieken en werkte met potlood, houtskool, krijt, inkt, aquarel en gouache op diverse dragers zoals papier, karton, gekreukeld papier, maar ook drukte hij monotypes en lithografie-prints. Dit alles leverde hem studies die hij gebruikte als start voor het schilderen op doek.
In 1942 slaagde hij erin een kleine expositie te krijgen in een galerie in Nice. Daar ontmoette hij Aimé Maeght die in Cannes toen een galerie beheerde. Dit contact zou erg belangrijk voor hem zijn voor latere bekendheid en verkoop. Bovendien leerde Geer via Maeght de bekende kunstenaar Pierre Bonnard kennen, die zich lovend uitliet over Geer's werk; hieruit ontstond een jarenlange vriendschap die zich na de oorlog voortzette in Parijs.

#### Schilderen met licht
Voor het overbrengen van een schets op het linnen vond Van Velde een eigen en vrij indirecte manier, waardoor hij erg lang aan het schilderij moest werken. Het doek werd eerst zorgvuldig door hem in verschillende lagen met diverse materialen geprepareerd en vervolgens op een houten plank gemonteerd, waarna opnieuw een laag zinkwit werd aangebracht. Pas dan werd de compositie in lijnen neergezet met houtskool, dat zich vervolgens ging vermengen met het zinkwit - waarna met krantenpapier nog de olie uit de ontstane bovenlaag werd getrokken. Zo bleven de lijnen voelbaar achter op het nog witte doek; daarna pas begon hij de kleuren en vlakken in olieverf aan te brengen in een matte glans. Tijdens het schilderen werd er voortdurend na droging met puimsteen een bestaande olieverflaag afgeschuurd, waarna er opnieuw overheen werd geschilderd. Totdat eindelijk de 'conquête', zoals Geer zelf zijn meesterschap over het totaal noemde, werd bereikt. Het resultaat van dit alles was dat de verfhuid van het ontstane schilderij niet het licht direct weerkaatste, maar het daarentegen eerst in zich opnam, waardoor allerlei diverse kleurintensiteiten ontstonden voor het oog. Het uitstralende licht van het schilderij was zo'n wezenlijk element voor hem, dat hij herhaaldelijk het doek tijdens het schilderen draaide, om de verschillende soorten lichtval te bestuderen en af te wegen.

### Opnieuw Parijs
In de lente van 1944 trokken Geer met zijn vrouw Lisl uit Cagnes weg; ze kwamen in het najaar in het bevrijde Parijs aan, waar hij zijn broer Bram onder erbarmelijke omstandigheden aantrof; deze had de gehele oorlog in Parijs doorgebracht, in een groot isolement. Geer bracht kort daarop het werk van zijn broer Bram onder ogen van de galeriehouder Maeght, wat leidde tot diens allereerste solo-expositie, in galerie M.A.I. te Parijs. Ook zocht Geer voor zijn broer Samuel Beckett weer op en vroeg hem een tekst over zijn broer te willen schrijven, die in het tijdschrift 'Cahiers d'Art' in de winter 1945 werd gepubliceerd met als titel 'De schilderkunst van de Van Velde's, of de wereld en de broek'. Beckett omschreef hierin het werk van Geer als 'uiterst terughoudend' waarin het object zich toont in zijn uitstraling op de ruimte eromheen. In een tekst uit 1948 zou hij radicaal stellen dat waar Bram zich richtte op het eigen innerlijk, broer Geer zich bezighield met de wereld buiten.
Geer vond in 1945 even ten zuiden van Parijs een klein maar mooi-gelegen atelier-huis in Cachan, Val-de-Marne (buitenwijk van Parijs), met een prachtig uitzicht over een diep dal. Het licht viel van buiten vrij het atelier binnen. Hier maakte hij een heel productieve periode door, waarin hij volledig profiteerde van zijn ervaringen met het violette, transparante licht aan de Zuid-Franse kust. Ook de gebruikte motieven in zijn werk werden nu nog sterker vereenvoudigd, maar bleven wel enigszins herkenbaar. De meetkundige organisatie werd meer uitgesproken, wat leidde tot composities die slechts waren opgebouwd in horizontale en verticale vlakken. Ook in de titels kwam nu regelmatig het woord 'Compositie' terug. Vaak maakte hij in deze jaren van eenzelfde motief twee versies in een verschillende afmeting, wat zijn onderzoekende karakter illustreert. De voorwerpen zijn slechts aanleiding geworden om de ruimte van het licht dat tussen de dingen hangt te onderzoeken en weer te geven. Zelf stelde Geer het aldus:
..het essentiële is niet het een of andere voorwerp, maar de ruimte die er tussen beide is. Dat is heel iets anders dan hun omvang of hun perspectief. Wanneer je naar een steen kijkt, zie je één van zijn kanten.. toch ademt de steen en zou niet zonder de ruimte kunnen bestaan.. .De voorwerpen zijn maskers en daarachter ligt al het geritsel van de randen [van het voorwerp]..  .De dingen zijn valstrikken voor het licht; er is geen één die het licht niet wil binnenlaten, zelfs binnen de meest ondoorzichtige dingen is er licht Hij zag als doel van de schilderkunst om het elementaire terug te vinden, om te zien hoe het licht omzichtig de dingen aanraakt en de wereld zelf alleen een voorwendsel is voor het licht, aldus Erik Slagter.

## Groeiende erkenning
In september 1948 verscheen een kort artikel over beide broers in de 'Kroniek van Kunst en Kultuur', waarna de twee broers werden uitgenodigd om met ieder vijf werken mee te doen aan de expositie van eigentijdse Haagse kunstenaars in het Gemeentemuseum, aldaar; allebei kregen er een aparte zaal. Kort daarop kocht het museum een werk van Geer aan en kreeg er een van de kunstenaar. Ook andere musea kregen belangstelling voor zijn werk; Willem Sandberg bracht een bezoek aan zijn atelier, en in 1953 nam zijn werk deel aan een expositie over de eigentijdse Parijse kunst, zowel in de museums van Amsterdam en Eindhoven..  Voor de Nederlandse kunstwereld was het lastig om te gaan met werken vol abstracte, titelloze composities. Zelfs Sandberg moest in 1961 nog erkennen dat het hem  'veel inspanning heeft gekost, eer ik kon begrijpen wat ze [de werken van Geer] zeiden, eer ik de boodschap van deze zwijgzame doeken kon aanvoelen' 
In november 1952 was de laatste mogelijkheid voor hem op een expositie in galerie Maeght in Parijs. Deze tentoonstelling had echter opnieuw geen financieel succes, waarop Maeght besloot om de verbinding met zowel Geer als Bram te verbreken. Geer vond daarop gemakkelijk nieuwe aansluitingen in Parijs en in Den Haag. Tussen 1950 en 1960 was zijn werk te zien op diverse exposities over de wereld: in Zuid-Amerikaanse steden, in Zweden, Wenen, op de Biënnale van Menton (1951), London, de V.S., Lausanne en Bern. In 1963 deed hij mee met de Biënnale van Sao Paulo en Rio de Janeiro.

## Laatste jaren
In de Parijse voorstad Cachan trok Geer zich steeds meer terug in zijn huis en atelier - in Parijs zelf kwam hij nauwelijks meer. Ook het contact tussen de twee schildersbroers werd veel minder frequent; ze leken elkaar weinig meer te zeggen te hebben. Voor Geer speelde de eigentijdse kunst nauwelijks meer een rol voor zijn eigen werk; hij volgde zijn eigen ingeslagen weg, maar nog wel in relatie tot de omgeving waar hij verbleef. Zo was hij in 1958 in Bretagne vatbaar voor het noordelijke grijsblauwe licht; daarna kleurde aan de Zuid-Franse kunst een warm mediterraan blauw zijn palet. De vormen in zijn schilderijen werden strakker, geplaatst binnen een evenwichtige architectuur, waarin ze nog slechts met dunne lijnen werden gemarkeerd. De ruimtelijke abstractie groeide, waarbij het vinden van een zuiver evenwicht in de totale compositie zijn belangrijkste oriëntatie bleef. Daarbij bracht hij variaties aan door zich te inspireren op reële vormen: een zeilboot, een zoutveld, een kade; hiermee voorkwam hij een te sterk doorwerkte structuur in zijn doeken.
Na c. 1966 kreeg het licht in zijn werk de overhand; het komt nu niet langer uit de dingen naar de oppervlakte, maar het valt er bovenop. Volgens zijn latere vriend, de Nederlandse schilder Piet Moget, waren het de toenmalige ruimtevluchten van de Russische spoetniks die grote indruk op Van Velde hadden gemaakt. De schilderijen uit deze jaren toonden meer monumentaliteit, met grote vlakken die soms rafelig uitlopen en die de dynamiek versterken. Het ritme is zwevend en stuwend geworden, en drijft de velden in concentrische cirkels voort. De abstractie was nu compleet. Op 5 maart 1977 overleed Geer in Cachan; het duurde enkele jaren voordat er een grote overzichtstentoonstelling van zijn werk in Den Haag volgde.
- Bibsys: 90362372
- Bibliothèque nationale de France: cb11954645g (data)
- Biografisch Portaal: 91666329
- Digitale Bibliotheek voor de Nederlandse Letteren: veld152
- Gemeinsame Normdatei: 119040700
- International Standard Name Identifier: 0000 0000 7699 5025
- Library of Congress Control Number: n85806254
- Nationale bibliotheek van Australië: 35949549
- Nationale Bibliotheek van Israël: 987007507947105171
- Nederlandse Thesaurus van Auteursnamen: 068827229
- RKD-Nederlands Instituut voor Kunstgeschiedenis: 79771
- SNAC: w6c54hd2
- Système universitaire de documentation: 027524590
- Trove: 1159194
- Union List of Artist Names: 500024784
- Virtual International Authority File: 431149066618965602232